# Rüsselsheim Wolfpack
Le Rüsselsheim Wolfpack sono state una squadra di football americano femminile di Rüsselsheim am Main, in Germania.

## Storia
Fondate nel 2000 da ex giocatrici dei Rüsselsheim Razorbacks, hanno disputato la Damenbundesliga nelle stagioni 2001 e 2002.

## Dettaglio stagioni

### Tornei nazionali

#### Campionato

##### Damenbundesliga
| Stagione | regular season | regular season | regular season | regular season | regular season | regular season | playoff | playoff | playoff | playoff | playoff | playoff   | playoff    |
|          | Vin            | Par            | Per            | Tot            | PF             | PS             | Vin     | Per     | Tot     | PF      | PS      | risultato | avversaria |
| -------- | -------------- | -------------- | -------------- | -------------- | -------------- | -------------- | ------- | ------- | ------- | ------- | ------- | --------- | ---------- |
| 2001     | 2              | 1              | 5              | 8              | 67             | 168            | -       | -       | -       | -       | -       | -         | -          |
| 2002     | 3              | 0              | 5              | 8              | 73             | 150            | -       | -       | -       | -       | -       | -         | -          |
| Totale   | 5              | 1              | 10             | 16             | 140            | 318            | -       | -       | -       | -       | -       |           |            |

Fonti: Enciclopedia del Football - A cura di Roberto Mezzetti